# Мито (замок)
Замок Мито (яп. 水戸城 мито дзё:) — замок, расположенный в Японии, в городе Мито префектуры Ибараки. Существовал в течение XII—XIX веком, основан на 30-метровом холме между 1190 и 1198 годами самураем Дайдзё Сукэмото. В XVII веке принадлежал роду Сатакэ, владыкам провинции Хитати. После 1600 года перешел к роду Токугава. В течение 1603—1868 годов был резиденцией митосской ветви этого рода. В 1871 году ликвидирован в результате административной реформы. Сохранились лишь земляные валы, рвы и развалины ворот. На территории бывшего замка размещены административные здания и школа. Часть замка отведена под префектурный парк.